# Bicycle Race
Singles de Queen
It's Late
(1978) Don't Stop Me Now
(1979)
Pistes de Jazz
Jealousy If You Can't Beat Them
Bicycle Race est une chanson du groupe britannique Queen, sortie en single en 1978. Écrit par Freddie Mercury, il s'agit du premier titre extrait de l'album Jazz sorti la même année. Bicycle Race parait comme double face A avec la chanson Fat Bottomed Girls. Ces deux chansons deviennent des tubes pour le groupe, tout comme le fut l'année précédente le single double face A We Will Rock You / We Are the Champions.

## Autour de la chanson
L'idée de la chanson est venue à Freddie Mercury lors d'une étape du Tour de France à Montreux, où le groupe enregistre l'album Jazz aux Studios Mountain.
Afin de bien accentuer l'association avec Fat Bottomed Girls, chacune fait référence à l'autre dans les paroles : on entend ainsi dans Bicycle Race la phrase « Fat Bottomed Girls, they'll be riding today » (« Femmes aux grosses fesses, elles vont monter à vélo aujourd'hui »). La pochette du single est une photo de femme nue sur un vélo, prise lors du tournage du clip vidéo. Cette pochette fut vite censurée et on y dessina une culotte afin de masquer la nudité du sujet.
La chanson fait référence a plusieurs éléments de la pop culture des années 1970 : Les Dents de la mer, Star Wars, Peter Pan, Frankenstein, Superman, la guerre du Viêt Nam, etc.
Musicalement, la progression harmonique de la chanson est des plus inhabituelle, et contient de nombreuses transpositions, une structure inhabituelle et un changement de signature rythmique passant de 4/4 à 3/4 lors du pont.

## Clip
Afin de promouvoir l'album Jazz, Queen eut l'idée d'organiser une course de bicyclettes qui se tint au Wimbledon Stadium (en) à Londres, le 17 septembre 1978. Cette course un peu particulière se composa de 65 femmes nues. Une photo prise cette journée servira plus tard à créer la pochette du single. Lorsqu'on voulut rendre les vélos de location, le loueur, ayant appris à quoi ils avaient servi, refusa de les reprendre tels quels et exigea de Queen le remboursement intégral de toutes les selles.
Alors qu'ils enregistraient la vidéo pour le clip de Fat Bottomed Girls, Queen et le réalisateur Dennis De Vallance enregistrèrent également ce qui devait devenir le clip de cette chanson, sous forme de performance scénique, lors du premier concert du "Jazz Tour" qui se tint à Dallas. Cependant, après en avoir vu les images, le groupe décida qu'elles ne convenaient pas au montage qu'ils souhaitaient faire avec la course de bicyclettes précédemment organisée. Le clip de la chanson sera finalement un montage d'images du groupe et de la course de bicyclettes, dont les images furent traitées (filtres de couleurs et autres distorsions) afin d'éviter la censure.

## En concert
La chanson n'a été interprétée que durant les concerts des années 1978-1979.
À cause des bruits de sonnette de bicyclette qu'on entend dans la version studio, à chaque fois que Queen interprétait ce morceau les vendeurs de cycles aux abords des stades se faisaient dévaliser de leurs sonnettes afin que le public puisse en jouer durant les concerts.
Durant un concert au Madison Square Garden à New York, plusieurs femmes nues rejoignirent le groupe sur scène et en firent le tour sur des bicyclettes, comme dans le clip.

## Classements et certifications
| Pays                           | Meilleure position (1978-79) |
| ------------------------------ | ---------------------------- |
| Pays-Bas (Single Top 100)      | 7                            |
| Norvège (VG-lista)             | 7                            |
| Irlande (IRMA)                 | 10                           |
| Royaume-Uni (UK Singles Chart) | 11                           |
| Canada (RPM)                   | 17                           |
| Autriche (Ö3 Austria Top 40)   | 21                           |
| États-Unis (Hot 100)           | 24                           |
| Allemagne (GfK Entertainment)  | 27                           |
| Australie (Kent Music Report)  | 28                           |
| France (IFOP)                  | 35                           |

| Pays              | Ventes      | Certifications |
| ----------------- | ----------- | -------------- |
| États-Unis (RIAA) | 2 000 000 + | 2 × Platine    |
| Royaume-Uni (BPI) | 250 000 +   | Argent         |

## Crédits
- Freddie Mercury : chant principal, chœurs, piano et sonnette de bicyclette
- Brian May : guitare électrique, chœurs et sonnette de bicyclette
- Roger Taylor : batterie, chœurs et sonnette de bicyclette
- John Deacon : basse et sonnette de bicyclette